# Callirhipis philiberti
Callirhipis philiberti – gatunek chrząszcza z rodziny Callirhipidae. Występuje naturalnie na Seszelach. Larwy są saproksylofagiczne.

## Taksonomia
Gatunek ten opisany został po raz pierwszy w 1891 roku przez Léona Fairmaire’a. Redeskrypcji gatunku dokonał w 2008 roku Jiří Hájek.

## Morfologia
Chrząszcz o wydłużonym, wrzecionowatym ciele u samców osiągającym od 11 do 24 mm, a u samic tęższym i osiągającym od 13 do 28 mm. Ubarwienie ma brązowoczerwone z jaśniejszymi czułkami i głaszczkami. U samca całe ciało porastają długie, jasne, pokładające się szczecinki, u samicy zaś brak takowych.
Głowa ma duże, półkuliste oczy złożone i przód czoła wyciągnięty w listewkę nakrywającą nasady jedenastoczłonowych czułków. U samicy czułki są krótkie, piłkowane, u samca zaś człony od trzeciego do dziesiątego są dyskowate z długimi, blaszkowatymi wyrostkami osiągającymi 65–80% długości ciała.
Przedplecze jest poprzeczne, trapezowate, u samicy o bokach bardziej regularnie zaokrąglonych. Kąty przednie są zaokrąglone, tylne zaś ostre i lekko wystające. Krawędzie przednia i tylna są faliste. Punktowanie powierzchni przedplecza u samca jest grube, u samicy delikatne. Tarczka ma niemal okrągły kształt i gęsto punktowaną powierzchnię. Pokrywy mają wydatne guzy barkowe i po pięć podłużnych żeberek, z których u samca pierwsze i czwarte jest słabo widoczne, u samicy dobrze widoczne są wszystkie. Punktowanie pokryw składa się z dwóch rodzajów punktów – dużych i głębokich oraz pięciokrotnie mniejszych i płytkich. U samic punkty duże są większe i gęściej rozmieszczone niż u samców. Odnóża mają długie i cienkie golenie, przysadziste pazurki i liczne szczecinki na empodiach.
Genitalia samca zawierają symetryczny, trójpłatowy edeagus z fallobazą krótszą od paramer i środkowego płata. Ten ostatni ma prawie równoległe boki. Paramery w widoku grzbietowym mają boki równoległe przez ⅔ długości i dalej zafalowane ku wierzchołkom, w widoku brzusznym zaś faliste i ku wierzchołkom zwężone. Samica ma wydłużone pokładełko, bardzo długie i wąskie paraprokty, faliście zwężone ku szczytowi gonokoksyty i pozbawiona jest gonostylików.

## Ekologia i występowanie
Owad ten zasiedla lasy pierwotne, jak i zaburzone środowiska terenów uprawnych. Larwy są saproksylofagiczne i żerują w martwym drewnie rozkładających pni roślin drzewiastych i kłodzin palm. Są polifagami, do ich roślin żywicielskich należą Wormia ferruginea, Verschaffeltia, a przypuszczalnie też kokos właściwy. Owady dorosłe spotyka się na liściach i pniach różnych roślin. Przylatują także do sztucznych źródeł światła.
Gatunek ten znany jest z licznych wysp archipelagu Seszeli, w tym Cerf Island, La Digue, Long Island, Mahé, Praslin i Silhouette. Pojedynczy okaz znaleziono w kontynentalnej Afryce, na wybrzeżu Kenii, gdzie przypuszczalnie zawleczony został w dryfującym drewnie.